# Антронапијана (Вербано-Кузио-Осола)
Антронапијана је насеље у Италији у округу Вербано-Кузио-Осола, региону Пијемонт.
Према процени из 2011. у насељу је живело 392 становника. Насеље се налази на надморској висини од 914 м.